# 김치 크로니클
김치 크로니클(Kimchi Chronicles)은 미국 PBS에서 2011년 5월부터 현재까지 방영중인 음식 프로그램이다. 마르자 봉게리히텐과 남편 장 조르쥬 봉게리히텐이 진행하며, 다큐멘터리 형식이다. 한국 요리를 소개하고 있다. 일부 에피소드에는 휴 잭맨과 헤더 그레이엄이 출연하기도 한다. 대한민국에서는 올'리브에서 방영되고 있다.